# Phare de Segerstad
Le phare de Segerstad (en suédois : Segerstads fyr) est un phare situé  dans le village de Segerstad sur l'île d'Öland, appartenant à la commune de Mörbylånga, dans le Comté de Kalmar (Suède).

## Histoire
Ce phare a été construit en 1883 sur la côte sud-est de l'île d'Öland. Sa maison de gardien, équipée pour quatre personnes, est en brique rouge et a été habité jusqu'en 1967, date à laquelle le phare a été automatisé. Il était équipé d'une lentille de Fresnel de 3e ordre de 1000 mm qui a été remplacée, en 1967, par une de 4e ordre de 500 mm lors de son électrification.

## Description
Le phare  est une tour circulaire en pierre de 22 mètres de haut, avec une galerie et une lanterne. Le phare est peint en blanc et le dôme de la lanterne est verdâtre. Il émet, à une hauteur focale de 21 mètres, trois longs éclats (blanc, rouge et vert) selon différents secteurs toutes les 20 secondes. Sa portée nominale est de 12.5 milles nautiques (environ 33 km) pour le feu blanc..
et à 19 m  un feu continu
Identifiant : ARLHS : SWE-057 ; SV-5515 - Amirauté : C7274 - NGA : 7736 .

## Caractéristique dufeu maritime
Fréquence : 20 secondes (W-R-G)
- Lumière : 2.5 secondes
- Obscurité : 2.5 secondes
- Lumière : 2.5 secondes
- Obscurité : 2.5 secondes
- Lumière : 2.5 secondes
- Obscurité : 7.5 secondes

### Lien connexe
- Liste des phares de Suède